# Neidenberga

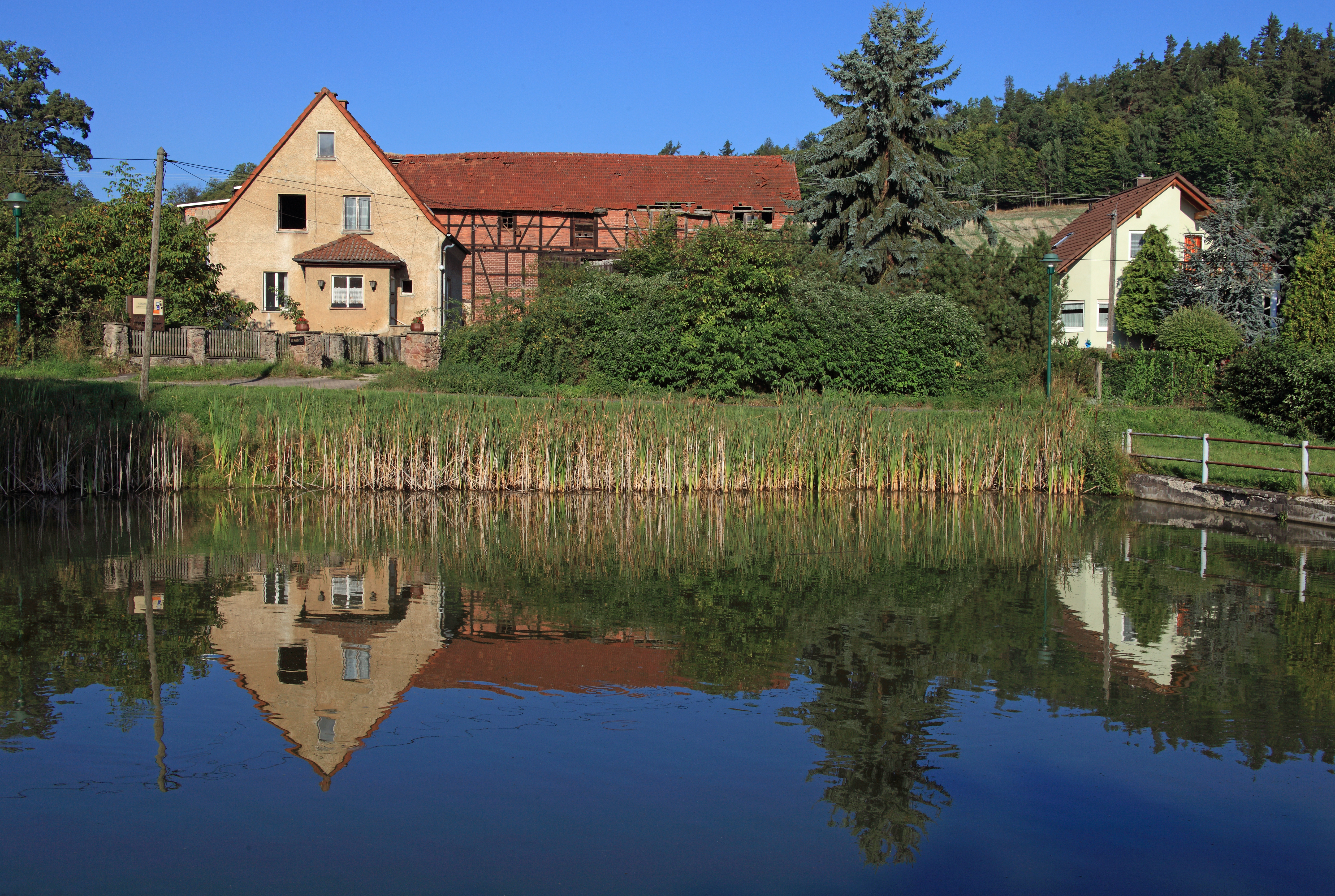
Neidenberga, en 2013

Neidenberga est un petit village de Thuringe en Allemagne, dépendant du bourg de Drognitz dans l'arrondissement de Saalfeld-Rudolstadt. Ces deux localités dépendent de la commune de Kaulsdorf.

## Géographie et géologie
Neidenberga se trouve au nord-ouest de Drognitz sur un haut plateau des monts du sud-est de la Thuringe à côté du lac de Hohenwartestau, à 396 mètres d'altitude. La teneur élevée en humus donne une certaine fertilité aux sols. Le village est relié par la route L 2385. Le paysage est formé de collines avec des forêts.

## Histoire
Les premières sources écrites concernant Neidenberga remontent au 24 juin 1338. Le château de Niedenburg sur une hauteur à l'ouest du village appartenait aux environs de 1335 aux seigneurs de Watzdorf. Ensuite les seigneurs d'Obernitz s'y installent, puis la famille von Brandenstein. Cette dernière y demeure jusqu'en 1945, lorsque se produit la confiscation des terres agricoles dans la zone d'occupation soviétique en septembre 1945.
Jusqu'en 1815 la localité faisait partie du district de Ziegenrück de la Saxe, puis après le Congrès de Vienne elle a fait partie du royaume de Prusse dans l'arrondissement de Ziegenrück. L'État libre de Prusse a été dissous en 1945. 
L'église a été construite en 1769 sur les fondations d'une ancienne chapelle.
Trois croix de pierre se trouvent à l'entrée du petit village sous un vieux tilleul, signifiant que tout différend peut être résolu pacifiquement, sous la protection de la Sainte Trinité.